# ГЕС Донгсонг
ГЕС Донгсонг (洞松水电站) — гідроелектростанція у центральній частині Китаю в провінції Сичуань. Знаходячись між ГЕС Xiāngchéng (вище по течії) та ГЕС Qùxué, входить до складу каскаду на річці Shuòqū, лівій притоці Dingqu, котра в свою чергу є лівою притокою Дзинші (верхня течія Янцзи).
В межах проекту річку перекрили бетонною греблею висотою 23 метра, яка утримує водосховище з об'ємом 1,54 млн м3 (корисний об'єм 0,44 млн м3) та припустимим коливанням рівня поверхні у операційному режимі між позначками 2752 та 2754 метра НРМ. Зі сховища через прокладений у правобережному гірському масиві  дериваційний тунель ресурс транспортується до розташованого за 17 км машинного залу.
Основне обладнання станції складається із трьох турбін потужністю по 60 МВт, які використовують напір у 222 метра та забезпечують виробництво 850 млн кВт-год електроенергії на рік.